# Svenska Innebandyförbundet
Der Svenska Innebandyförbundet ist der Sportverband, der die Sportart Unihockey in Schweden vertritt.

## Geschichte
Der Verband wurde am 7. November 1981 in Sala gegründet.
Zusammen mit den Unihockey-Verbänden Schweiz und Finnland hat der schwedische Unihockeyverband im Jahr 1986 im schwedischen Huskvarna den Unihockey-Weltverband International Floorball Federation (IFF) gegründet.
Der Verband organisiert die schwedische Unihockeymeisterschaft.
Nach der U-19-Floorball-Weltmeisterschaft 2023 stehen alle vier Nationalmannschaften (Herren, Damen, U19-Junioren und U19-Juniorinnen) auf Platz 1 der IFF-Weltrangliste.